# Kölsjön (Bollnäs socken, Hälsingland)
Kölsjön är en sjö i Bollnäs kommun och Ovanåkers kommun i Hälsingland och ingår i Testeboåns huvudavrinningsområde. Sjön är 9 meter djup, har en yta på 2,86 kvadratkilometer och är belägen 307 meter över havet. Sjön avvattnas av vattendraget Kölsjöån. Vid provfiske har abborre, gädda och mört fångats i sjön.

## Delavrinningsområde
Kölsjön ingår i det delavrinningsområde (676958-151101) som SMHI kallar för Utloppet av Kölsjön. Medelhöjden är 342 meter över havet och ytan är 16,83 kvadratkilometer. Räknas de 4 avrinningsområdena uppströms in blir den ackumulerade arean 53,63 kvadratkilometer. Kölsjöån som avvattnar avrinningsområdet har biflödesordning 2, vilket innebär att vattnet flödar genom totalt 2 vattendrag innan det når havet efter 98 kilometer. Avrinningsområdet består mestadels av skog (74 procent). Avrinningsområdet har 3,06 kvadratkilometer vattenytor vilket ger det en sjöprocent på 18,2 procent.